# Sakimay 74
Sakimay 74 är ett reservat i Kanada.   Det ligger i provinsen Saskatchewan, i den sydöstra delen av landet, 2 100 km väster om huvudstaden Ottawa.
Trakten runt Sakimay 74 består till största delen av jordbruksmark. Runt Sakimay 74 är det mycket glesbefolkat, med 3 invånare per kvadratkilometer.